# Акаста
Акаста је у грчкој митологији била нимфа. 

## Митологија
Према Хесиодовој теогонији била је једна од Океанида. Њено име има значење „нестабилна“ или „неправилна“ и вероватно је била Најада са извора који су текли нередовно, на махове или Нефела изненадних, непредвидивих падавина. Такође је могла да буде божанство непредвидивог понашања.

## Друге личности
Акаста је била и дадиља кћерки Аргонаута Адраста.